# Holcoponera ammophila
Holcoponera ammophila (лат.) — вид примитивных тропических муравьёв рода Holcoponera из подсемейства Ectatomminae (ранее в составе Gnamptogenys).

## Распространение
Встречаются в саваннах Южной Америки (Венесуэла; в отличие от большинства других видов, которые характерны для джунглей), как правило на высотах выше 1200 м.

## Описание
Длина тела около 5 мм. От близких видов отличается 13-16 продольными бороздками между дыхальцами и округлённой (на латеральном виде) вершиной узелка петиоля; метанотальный шов отсутствует. Тело коричневато-чёрное. Стебелёк между грудкой и брюшком состоит из одного узловидного членика (петиоль). Голову и всё тело покрывают глубокие бороздки. Усики 12-члениковые. Глаза большие выпуклые. Челюсти субтреугольные с плоским базальным краем. Включён в подгруппу видов striatula subgroup (в составе группы striatula species group).
В 2022 году род Gnamptogenys был разделён на несколько (Alfaria + Gnamptogenys + Holcoponera + Poneracantha + Stictoponera) и данный вид перенесён в состав рода Holcoponera.